# 草头圈子
草头圈子是一道上海菜，其實就是草頭炒豬直肠。其中菜名中的「圈子」指的是猪直肠。該菜原名炒直肠，後來因為豬直肠呈圆圈形所以菜名改名為炒圈子，由於又經常和草头相配，所以得名草头圈子。此菜始于清朝末年，由老正兴菜馆传开。